# Walther von Seydlitz-Kurzbach
Walther von Seydlitz-Kurzbach (Amburgo, 22 agosto 1888 – Brema, 28 aprile 1976) è stato un generale tedesco.
Discendente da un'antica famiglia della nobiltà militare prussiana, assunse importanti incarichi di comando durante la seconda guerra mondiale, distinguendosi soprattutto sul fronte orientale. Considerato da Adolf Hitler e dall'alto comando tedesco un ufficiale energico e combattivo, ebbe l'incarico, durante la drammatica battaglia di Stalingrado, di guidare gli attacchi frontali sferrati da una parte delle forze della 6 armata contro la città strenuamente difesa dall'Armata Rossa. Nonostante il grande impegno e le pesanti perdite, le sue divisioni non riuscirono a conquistare Stalingrado e nell'inverno 1942-43 furono accerchiate, insieme a tutte le altre formazioni della 6 armata, dalle colonne corazzate sovietiche.
Seydlitz durante l'accerchiamento si dimostrò disposto a contravvenire agli ordini di Hitler e favorevole a tentare una sortita e, negli ultimi giorni della battaglia, anche deciso ad arrendersi. Dopo la fine della 6. Armee, egli collaborò con i sovietici e divenne il dirigente principale della associazione degli ufficiali tedeschi prigionieri (Bund deutscher Offiziere), costituita dalle autorità sovietiche per incoraggiare la resistenza antinazista nella Wehrmacht e favorire defezione tra le truppe nemiche.
Nonostante il suo impegno a favore della propaganda antinazista, l'associazione non ottenne grandi risultati e dopo la guerra Seydlitz venne messo da parte dai sovietici e dovette subire anche un processo per crimini di guerra. Ostracizzato anche in patria in quanto ritenuto da alcuni ambienti conservatori un traditore, Seydlitz rimane una figura controversa, oggetto di giudizi storici ampiamente difformi.

## Biografia
Nativo di Amburgo, Walther von Seydlitz-Kurzbach era discendente di un ramo della nobile ed antica famiglia prussiana dei Seydlitz.
Durante la prima guerra mondiale prestò servizio su entrambi i fronti come ufficiale. Nel periodo della Repubblica di Weimar rimase in carico come ufficiale del Reichswehr; dal 1940 al 1942 ottenne il comando della 12. Infanterie-Division della Wehrmacht con la quale partecipò alla operazione Barbarossa. Si distinse durante la battaglia della Sacca di Demjansk, nella quale fu incaricato di guidare le forze tedesche raggruppate per cercare di rompere il cordone dell'accerchiamento sovietico; l'operazione ebbe successo e le unità tedesche accerchiate riuscirono a uscire dalla sacca; Seydlitz ottenne un pieno riconoscimento per i risultati raggiunti, venne elogiato per la determinazione e la capacità dimostrate e fu promosso generale d'artiglieria.
Nominato comandante del LI corpo d'armata, subordinato alla 6. Armee durante la Battaglia di Stalingrado, Seydlitz ricevette l'incarico, in quanto ritenuto dallo stesso Hitler l'ufficiale più energico e determinato a disposizione del generale Friedrich Paulus, di conquistare a tutti i costi la città di Stalingrado, strenuamente difesa dalle truppe dell'Armata Rossa. Per due mesi Seydlitz diresse gli sfibranti e sanguinosi combattimenti nella città di Stalingrado, ma, nonostante il suo impegno e il costante afflusso di rinforzi, i tedeschi non riuscirono a conquistare interamente l'area urbana lungo il Volga. Il generale ebbe a disposizione dieci divisioni di fanteria e numerosi reparti d'assalto speciali per la battaglia e sferrò una continua serie di attacchi frontali ma i difensori alla metà di novembre 1942 continuavano a resistere in molte zone della città a ovest del fiume.
Quando l'intera armata rimase intrappolata nella città nel corso dell'Operazione Urano architettata dai sovietici, Seydlitz fu uno dei generali che votarono per la resa, in contravvenzione agli ordini di Hitler. Il 25 gennaio 1943 comunicò ai suoi soldati che erano liberi di decidere sul da farsi ed il generale Paulus lo privò immediatamente del suo comando. Alcuni giorni dopo, Seydlitz lasciò le linee tedesche sotto il fuoco amico assieme ad un gruppo di altri ufficiali che lo seguirono e si consegnò ai sovietici. Interrogato dal capitano Nikolay Dyatlenko, venne identificato come un potenziale collaboratore. Nell'agosto del 1943 venne portato con altri generali in un centro di rieducazione politica a Lunovo. Il mese successivo venne inviato nuovamente al campo di prigionia per istruire altri ufficiali tedeschi.
Egli fu dunque uno dei capi della costituzione di una prima organizzazione anti-nazista sovietica, la Lega degli Ufficiali Tedeschi (Bund deutscher Offiziere) e venne creato membro del Nationalkomitee Freies Deutschland, motivo per cui ricevette il biasimo pubblico di molti dei suoi ex colleghi per collaborazionismo col nemico e venne condannato alla pena di morte in absentia dal governo di Hitler. Seydlitz arrivò a proporre di porsi a capo di un gruppo di 40.000 prigionieri tedeschi collaborazionisti che sarebbero stati paracadutati in Germania per contribuire alla resistenza, ma il governo sovietico non prese mai seriamente in considerazione questa possibilità. Del resto questo suo desiderio era comprensibile dal momento che la sua famiglia era stata posta in quello che veniva definito Sippenhaft, una sorta di detenzione per crimini commessi da un membro di una famiglia. Seydlitz venne invece sfruttato largamente sia dalla propaganda sovietica che da quella nazista: da un lato i russi lo sfruttarono per convincere altri soldati tedeschi ad arrendersi sul suo esempio, mentre i nazisti lo additarono come l'esempio del traditore e nemico pubblico, paragonandolo a quando aveva fatto Andrey Vlasov con l'Unione Sovietica.
Nel 1949 venne accusato di crimini di guerra e venne allestito un tribunale per giudicarlo nel periodo in cui aveva prestato servizio per la Wehrmacht. Nel 1950, il tribunale sovietico si risolse a condannarlo a 25 anni di reclusione, ma venne poi liberato nel 1955 e consegnato alla Germania Ovest, dove nel 1956 ebbe anche annullata la sentenza che il Terzo Reich aveva emesso sulla sua vita.

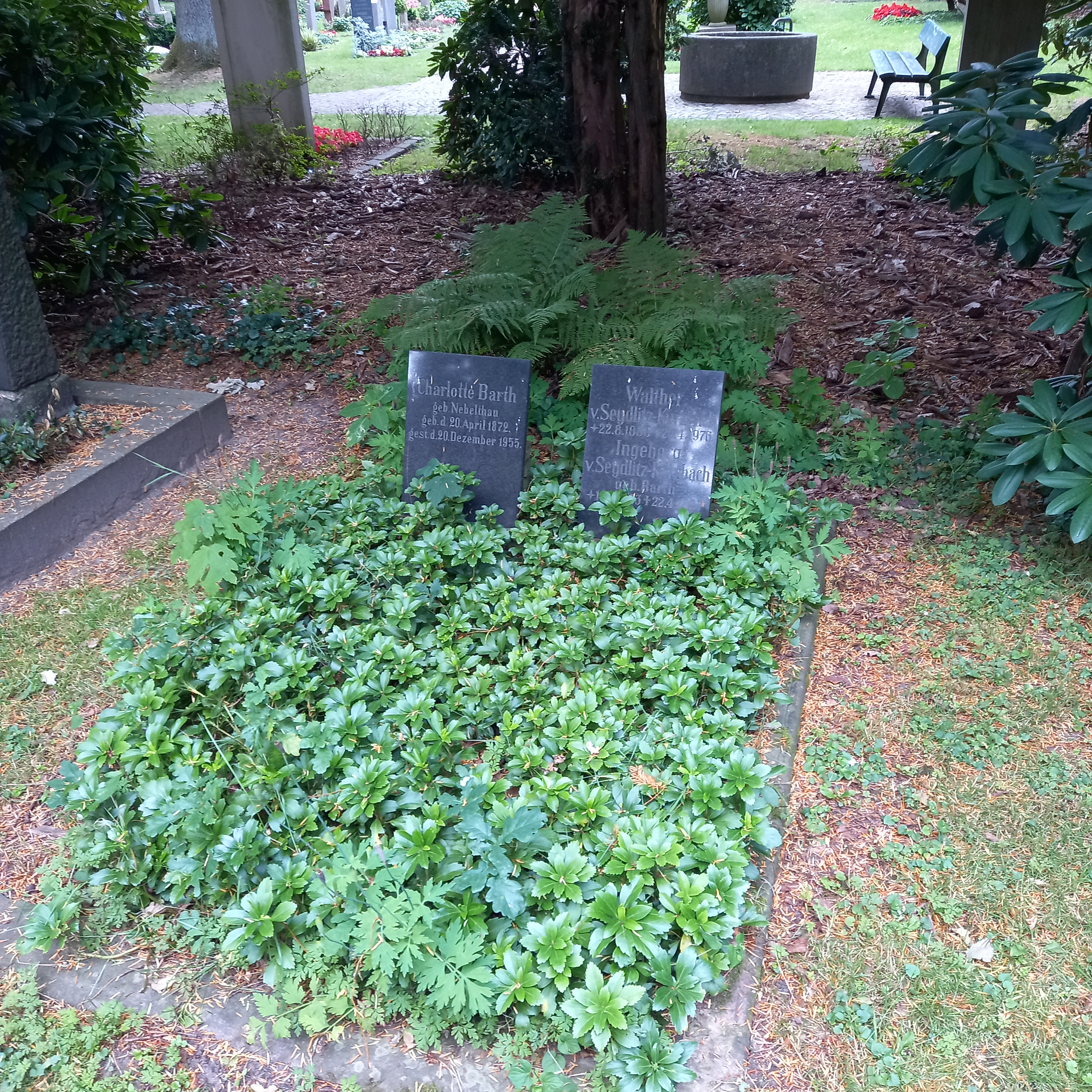
La tomba di Walther von Seydlitz-Kurzbach e di sua moglie nel cimitero di Riensberg a Brema

Seydlitz morì il 28 aprile 1976 a Brema. Quasi vent'anni più tardi, il 23 aprile 1996, ottenne ufficialmente il perdono ed il giusto riconoscimento da parte delle autorità russe.